# Virginia Weidler

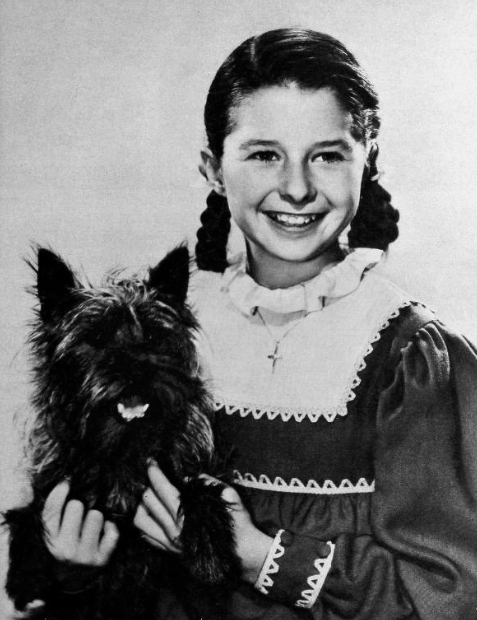
Virginia Weidler med hunden Toto.

Virginia Weidler, född 21 mars 1927 i Eagle Rock, Los Angeles, Kalifornien, död 1 juli 1968 i Los Angeles, var en amerikansk barnskådespelare. Under 1930-talet och 1940-talet medverkade hon i över 40 Hollywoodfilmer. Efter sina sista filmer 1943 lämnade hon som 16-åring filmbranschen och drog sig helt tillbaka från det publika livet.

## Filmografi i urval
- 1935 – Fången på Dartmoor
- 1937 – Farornas skepp
- 1938 – Mitt i elden
- 1939 – Den suveräne tjuven
- 1939 – Kvinnorna
- 1940 – En skön historia
- 1940 – Allt detta och himlen därtill
- 1941 – Vi på Broadway
- 1941 – Hamnens äventyrare
- 1943 – Det spritter i benen